# Paul Kraft (Fußballspieler)
Paul Kraft (* 13. September 1914 in Stuttgart; † 4. Oktober 2008) war ein deutscher Fußballspieler.

## Laufbahn
Der rechte Läufer, der abseits des Fußballs zum Doktor promovierte, spielte bereits mit 13 Jahren in der Jugend des VfB Stuttgart. 1933 stand er erstmals im Kader der ersten Mannschaft der Schwaben. Kraft wurde mit dem VfB mehrmals Württembergischer Meister. 1935 wurde er als Ersatzspieler der Stuttgarter Deutscher Vizemeister. Als sein Verein zwei Jahre später mit dem neuen Trainer Leonhard Seiderer Dritter der Meisterschaftsendrunde wurde, war Kraft Stammspieler. In der Endrunde um die deutsche Meisterschaft absolvierte er alle acht Spiele für die Rot-Weißen. Auch im Jahr 1938 wurde er mit dem VfB Meister in der Gauliga Württemberg. Da setzten sich aber in der Endrunde Fortuna Düsseldorf und der BC Hartha gegen die Schwaben durch. Kraft konnte 1937 auch mit der Deutschen Studentennationalmannschaft durch einen 2:0-Erfolg in Paris gegen Ungarn die Weltmeisterschaft erringen. Nationaltrainer Sepp Herberger nominierte ihn in dieser Zeit mehrmals für die deutsche A-Nationalmannschaft, ohne das Kraft dabei zu einem Länderspieleinsatz kam.
Nach dem Zweiten Weltkrieg gehörte Paul Kraft sofort wieder der Stammformation des VfB an. Er holte sich mit Trainer Fritz Teufel und an der Seite des überragenden Torschützen Robert Schlienz – in 30 Ligaspielen erzielte der Mann aus Zuffenhausen 42 Tore – in der Runde 1945/46 die erste Meisterschaft in der Fußball-Oberliga Süd. Kraft hatte 26 Rundenspiele absolviert. Auch in der zweiten Oberligasaison, 1946/47, gehörte er wiederum mit 26 Einsätzen der VfB-Stammelf an. Als mit Georg Wurzer zur Runde 1947/48 ein neuer Trainer nach Cannstatt kam, absolvierte Kraft an der Seite der Mitspieler Otto Schmid, Erwin Läpple, Richard Steimle, Robert Schlienz, Johann Herberger, Herbert Binkert, Erich Langjahr, Otto Bökle, Paul Maier, Alfred Juert und Erich Retter nochmals 20 Ligaspiele und belegte mit dem VfB den fünften Rang. Es war die Runde als die „Blauen“ von Degerloch mit 113:58 Toren die Oberliga Süd in der Offensive anführten und mit dem dritten Rang den VfB überflügeln konnten. 1947 war er nebenbei Trainer der Sportvg Feuerbach.
Kraft gewann 1950 in seiner letzten Saison mit dem VfB Stuttgart die erste Deutsche Meisterschaft der Vereinsgeschichte. Insgesamt absolvierte er von 1945 bis 1950 in der Oberliga Süd 65 Spiele und schoss ein Tor.
Kraft studierte während seiner Zeit als aktiver Fußballer Maschinenbau und promovierte 1948 mit einer Arbeit über Reifen.